# Малая Переяславская улица
Ма́лая Переясла́вская у́лица — улица в центре Москвы в Мещанском районе Центрального административного округа от Средней Переяславской улицы до 2-го Крестовского переулка.

## Происхождение названия
Название возникло в XVIII веке по находившейся здесь с XVII века Переяславской ямской слободе, которая была названа по городу Переславлю-Залесскому, куда ямщики перевозили грузы и пассажиров.

## Расположение
Малая Переяславская улица начинается слева от Средней Переяславской улицы, проходит на север параллельно проспекту Мира и выходит на 2-й Крестовский переулок вблизи Рижской эстакады Третьего транспортного кольца. До строительства Рижской эстакады заканчивалась у станции Ржевская, где пересекалась с Водопроводным переулком.

## Учреждения и организации
- Дом 7, строение 14 — Межрегиональный общественный фонд содействия альпинизму, скалолазанию и туризму;
- Дом 6/8 — школа № 1297.

## См.также
- Большая Переяславская улица
- Средняя Переяславская улица
- Переяславский переулок